# パラコート
パラコート、またはパラクアット (Paraquat) とは、ビピリジニウム系に分類される、非選択型除草剤のひとつで、イギリスのインペリアル・ケミカル・インダストリーズ (ICI) が開発した。
1882年に、オーストリアの化学者フーゴ・ヴァイデルとその教え子のM.ルッソは、4,4'-ビピリジンとヨウ化メチルを反応させることで、パラコートジヨージドとして初めて合成された。
パラコートの除草剤としての特性は、1955年にICIにより認識され、1962年初頭にグラモキソンという商品名で最初に ICIによって製造および販売された。
元々はメチルビオローゲン(methyl viologen)という名前の酸化還元指示薬であり、パラコートは商標名であったが、今日では一般名として使われる。
パラコートは、掛かった葉や茎だけを枯らして、木や根は枯らさないため、水田の畦畔や斜面の法面を保持するうえで需要がある。即効性は強いが持続性はない。散布後はすぐに土壌に固着して不活性化するため、すぐに作物を植えることが出来ることや、安価で経済的という点から、広く用いられてきた。しかし、耐性を獲得し枯れにくい植物が出現する事が報告されている。更に、耐性は遺伝する事が指摘されている。
活性酸素を発生させる力が強いため、活性酸素の研究に使われることもある。
日本では、パラコート原体がイギリスから輸入されて製剤化されているが、1999年（平成11年）までは製造ライセンスを得て、日本で生産されていた。毒性が強く、自殺や他殺事件を数多く引き起こして問題になった農薬でもある。また非農耕地用として、農薬登録を受けずに販売された製剤もあったため、農林水産省はなるべく農薬登録する様に指導したことがあった。
パラコートの名前は、4級窒素のパラ位置に由来する。

## 構造
パラコートは、ベンゼン環の炭素原子を1つ窒素原子に置き換えたピリジン構造を有する。これが2個結合した化合物はビピリジン (bipyridine) と呼ばれる。ビピリジンには、窒素原子の位置により6種類の異性体があるが、パラコートは異性体のうち、4,4'-ビピリジンの窒素原子上をメチル化した、ピリジニウム塩（アンモニウム塩）である。正電荷を持つビピリジン部位は、すぐに土に強く結合する性質を持つため、長期間に渡り残留するが、結合すると同時に毒性を失う特性がある。
類似の化合物として、ジクワット、シペルクワット（MPP+。1-メチル-4-フェニルピリジニウム。CAS登録番号39794-99-5。日本未登録）、エチルパラコート（1,1'-ジエチル-4,4'-ビピリジニウム塩。エチルビオロゲン。CAS登録番号46713-38-6）等がある。一部のフウセンタケ科の毒キノコの毒成分である、オレラニン（3,3',4,4'-テトラヒドロキシ-2,2'-ビピリジン-1,1'-ジオキシド）も、類似の構造を有する。
パラコート単体と、対イオンが異なる塩が3種類合成されているが、日本では、二塩化物とメチル硫酸塩が除草剤として製剤化された。二塩化物の農薬登録は、1965年（昭和40年）3月16日。1978年（昭和53年）10月31日登録のメチル硫酸塩は、1984年（昭和59年）10月31日に登録失効している。
- 1,1'-ジメチル-4,4'-ビピリジニウム=ジクロリド（二塩化物。パラコートジクロリド CAS登録番号1910-42-5）
- 1,1'-ジメチル-4,4'-ビピリジニウム（パラコート単体。CAS登録番号4685-14-7）
- 1,1'-ジメチル-4,4'-ビピリジニウム=ジヨージド（二ヨウ化物。パラコートジヨージド CAS登録番号1983-60-4）
- 1,1'-ジメチル-4,4'-ビピリジニウム=ジメチルサルフェート（メチル硫酸塩、2-メタンスルホン酸塩。メト硫酸パラコート・パラコートメチル硫酸・パラコートビス・パラコートジメチルサルフェート CAS登録番号2074-50-2）

## 合成方法
ピリジンをアンモニア中の金属ナトリウムで処理することにより、カップリングされ、酸化することによって4,4'-ビピリジンを得る。次いで塩化メチルまたは硫酸ジメチルでジメチル化してパラコート塩を得る。
フーゴ・ヴァイデルの最初の合成では、メチル化剤にヨウ化メチルを使用して二ヨウ化物を生成した。
形状は白色結晶で、ハイドロサルファイトなどの還元剤で還元すると、ラジカルとなり青色を呈する。このため、ハイドロサルファイトはパラコート中毒の簡易診断に利用される。
酸化還元指示薬としては、生物学や光触媒反応の試薬として使用される。ビオロゲン誘導体は、エレクトロクロミック表示材料としての応用も検討されている。

## 製剤
パラコートジクロリド24%、或いはパラコートジメチルサルフェート38%という高濃度の液剤で販売されていたが、1985年（昭和60年）に自殺や無差別殺人事件による中毒事故が多発したため、1986年（昭和61年）7月からパラコートジクロリド5%、ジクワットジブロミド7%の混合除草剤液『プリグロックスL』のみが、シンジェンタから販売されている。
パラコート製剤は青い色素で着色されている。1982年9月以前の製剤は着色されていない茶褐色のものであり、この時期の製剤による中毒事故も報告されているので注意を要する。
日本では、パラコートジヨージドは除草剤として使われたことはこれまでのところない。液剤を青に着色したり、強い臭気を付けたり、催吐薬を加えたり、苦味を加えたりする処置も行われた。日本ではラベルに大きく「医薬用外毒物」と赤地に白抜き文字で目立つように書かれ、厳格な流通管理と販売記録がなされ、購入の際には印鑑が必要で、18歳以下の購入が出来ない規制がある。アメリカ合衆国などでは、ドクロマークのピクトグラム入りで、さらに注意を促している。
ヨーロッパの一部では、安全のため5%の粒剤で販売されている。日本でも1985年に試作されたことがあったが、生産には至らなかった。

## 作用機序
パラコートは、細胞内に入ると NADPH などから電子を奪ってパラコートラジカルとなる。パラコートラジカルが酸化されて元のパラコートイオンに戻る際に活性酸素が生じ、細胞内のタンパク質や DNA を破壊し、植物を枯死させる。パラコートは、触媒的に何度もこの反応を繰り返し起こすので、少量でも強い毒性を示す。NADPH は動物体内にもあるため、同様の反応を起こす。パラコートは、肺に能動的に蓄積する性質があるため、大量摂取すると間質性肺炎や肺線維症が起こる。

## 毒性
パラコート及びパラコート塩、それらを含む製剤は、毒物及び劇物取締法における毒物である。
当初は実験データにより、毒劇法の「劇物」であったが、薬物中毒死者が多発するため、1978年に「毒物」に指定替えされた。
サルモネラ菌で変異原性ありとの報告がある他、パラコート自殺した人のリンパ球細胞の培養により、実際に染色体異常が生じることが示されている。
ヒトに対しては致死性が高く解毒剤もないため、中毒死者が多い。服毒自殺やドリンク剤への混入事件が多発し、社会問題化した1985年には、中毒死者が1,021人に達し、当時売られていたパラコートジクロリド24%液剤のものなら、盃1杯（約12mL）飲めば半数致死量で、一口（約40mL）飲めば確実に死亡する。大量服毒したときは、呼吸循環不全によるショック状態に陥り、24時間以内に死亡に至る。
農林水産省の指導により、1980年7月に催吐剤、1982年9月に青い色素で着色した製剤、1985年2月に着臭剤、1986年6月に苦味をつけた製剤が登録されたが、自殺による中毒死者を減らす効果は少なく、1996年から1999年の4年間における中毒死者は、ジクワットとの混合製剤で825名、パラコート単製剤で304名であり、農薬中毒者の40%近くを占めていた。
中毒事故の大部分は、自他殺や誤飲によるものであるが、散布中の経気・経皮中毒の事例も報告されている。24%製剤をマスク着用せずに庭木に散布中に吸入し、1か月後に死亡した事例（1997年）や、散布中に噴霧器のタンクから漏れだして背中皮膚を濡らしていることに気づかず、中毒事故に至った例、長年ハウス内で24%製剤をマスクを着用せずに散布を続けた専業農家の男性が肝臓、腎臓障害を発症し2ヶ月後に呼吸不全で死亡した例、24%製剤原液が入った洗面器の中に尻餅をついた人が、臀部広範囲に水疱形成を伴う皮膚炎を起こし、1週間後に呼吸不全で死亡した事例がある。
誤飲事故の中には、ドリンク剤などの瓶に詰め替えておいたり、外に剥き出しの状態で置いている、台所や流し台など、間違えて飲む恐れのある場所に置いていた家庭もあったことが報告されており、移し替えをしない・鍵の掛かった棚に保管するなど、管理には厳重な注意が必要である。また、消毒薬として、または消毒薬と間違えて皮膚に塗布し、中毒事故を起こした事例も報告されている。ヒトジラミを駆除しようと自分の皮膚に塗り6日後に死亡した例、疥癬の治療目的に全身に塗り死亡した例、パラコートを浸したタンポンを膣に挿入した女性が、呼吸・腎・肝機能障害に陥り死亡した例が報告されている。
ヒトの場合、服毒すると、嘔吐や喉の痛み及び糜爛、腹痛、ショックが見られ、その後肝腎機能障害を経て特徴的なパラコート肺、すなわち肺線維症へと進み、死亡に至る。致死率は現在の製剤でも60%、従来のものでは80%以上と高い。これは、液剤であることも関係していると指摘する研究者もいる。
神経系統は正常に保たれるため、中毒者は1週間前後、はっきりした意識を保ったまま、苦しみぬいて死亡してしまう。純正のパラコートに比べると、パラコート製剤は毒性が強く、製剤に含まれている催吐剤や界面活性剤が、かえって吸収を早めているのではないかと指摘する研究者もいる。
治療には解毒剤がないため、対症療法となり、活性炭投与・下剤投与・胃洗浄・腸洗浄による体内吸収減少化が極めて重要となり、ステロイド・ビタミンE・透析・肺移植も含めて、色々試みられてきたが、血液中のパラコート濃度(μg(マイクログラム)/ml)と摂取後の経過時間の積（10以下）により、生死が明確に区別できる「プラウドフットの生存曲線」を凌駕する有効な治療方法は確認されておらず、治療に意味がないという認識すらある。
予後はパラコートの血中濃度と相関する。Hartノモグラムが知られており、パラコートの血清濃度が、摂取4時間後で2μg/ml、6時間後で0.9μg/ml、24時間後で0.1μg/ml 以上の場合、死亡してしまう。なお、酸素投与は、活性酸素が作られて肺障害がさらに進行するため、急性期には行ってはならない。また、化学構造的にパーキンソン病の原因物質といわれる MPP+（シペルクワットという除草剤、日本では発売されていない）と似ているため、パラコート被曝とパーキンソン病発症を懸念する研究者もある。
活性酸素を発生させる除草剤のため、催奇形性や発癌性も疑われている。また、手足に手袋形・靴下形感覚の多発性神経症状も起こす。
パラコートを自殺目的に服毒し、7年後に気胸を発症した事例もある。

## 反対運動
解毒が出来ないことや高い死亡率、中毒経過が悲惨であることから、医師や薬剤師の間から、販売規制を求める声が出た。1978年、日本救急医学会総会で、パラコート製剤の販売禁止を求める声明が出され、1983年には愛知県保険医協会が県下の自治体に使用自粛を申し入れた。
1985年には、筑波大学の研究者が自殺等による死者を減らすため、24%の液剤を5%の粒剤に転換し販売方法も改善するように農水省等へ文書で要請した他、日本農村医学会総会が「特定毒物」指定を折り込んだ決議を採択、東京弁護士会は販売禁止を求める声明を出した。
メーカー側は、厚生省による「特定毒物」指定を避けるため、1985年10月にパラコート10%、ジクワット14%の混合液剤「プリグロックス」を発売、さらに1986年7月からは高濃度製剤の生産は中止し、代わりにプリグロックスの濃度をさらに低くしたパラコート5%、ジクワット7%の混合液剤プリグロックスLやマイゼットに切り替えることで対処した（2003年以降はプリグロックスLに統一）。
また厚生省と農水省は、販売時の記名において身分証明書の提示を求めることで、1986年2月に合意した。
1986年、東京都下の自治体が公園等公共施設でのパラコート製剤の使用中止を決めた。その他、福岡県、愛知県、大阪府等の自治体の一部で市民団体の要望に応えて、使用をやめた。
規制が厳しくなったこともあり、除草剤としてのパラコートの市場占有率は年々下がり、1999年9月を最後にパラコート原体の日本での生産が中止された。しかし2000年代になっても、日本における農薬中毒による死亡事故の約40%を占めるなど問題となっている。これについて、現在の製品も依然として液剤であることや、ジクワットというパラコートとは異なる成分が新たに加えられたことを指摘する研究者もいる。
マレーシアでは2003年にパラコート禁止令が出た他、欧州連合(EU)では2007年7月11日以来禁止となった。またアメリカ合衆国では、免許を得た有資格者以外の者がパラコートを扱うことは禁止されている。中華民国では2019年2月1日からパラコート製剤の販売及び使用は禁止となった。
中華人民共和国は2020年9月26日以来、パラコートの輸入と販売を禁止している。
非政府組織・国際農薬ネットワーク (International Pesticide Network, PAN) は、禁止すべき農薬の一つに「パラコート」を挙げている。

## ネットオークションでの問題
2005年4月頃に、インターネットオークションにパラコート製剤「グラモキソン」が出品された事件があり、この時は保健所が迅速に対応し、削除された。すでに登録失効している上に、毒物指定の薬剤が出品されるのは問題であり、厳しい管理体制が求められる。また2006年9月、2007年5月には、ヤフオク!で「プリグロックスL」が出品された事例があるが、いずれも迅速な対応により削除されている。

## その他
ヒトの血液から白血球細胞を取り出して検査機の中へ入れ、そこへパラコートを入れ、SOD活性がどれだけ上がるか調べることで、その人が癌に罹患しやすいかどうか調べる研究が、一部の医師により行われている。

## 商品名
- パラコートジクロリド 24%
  - グラモキソン（1984/9/26登録失効）
  - グラモキソン100（1988/9/1登録失効）
  - グラモキソンS（2018/7/7登録失効）
  - パラゼットDC（1988/9/1登録失効）
  - パラゼットSC（2003/2/15登録失効）
  - パラグリーンA（非農耕地用除草剤として、農薬登録のない製剤。生産中止）
  - グラスキル（同上）
  - リーフノン（同上）
  - グリーンコート（同上）
  - グラスエイト（同上）
- パラコートジメチルサルフェート 38%
  - パラゼット（1976年に発売されたが当初は農薬登録がなく、1978/10/31に農薬登録した。1984/10/31登録失効）
  - ドリグラン（非農耕地用除草剤として、農薬登録のない製剤。生産中止）
  - ナックス（同上）
  - ニッコーソ（同上）
  - クサタイジ（同上）
  - ハイビクトS38（同上）
- ジクワットとの混合剤
  - ウィドール（パラコート 3%、ジクワット 4%。生産中止）
  - プリグロックス（パラコート 10%、ジクワット 14%。1986/7からプリグロックスLに置き換わり、生産終了）
  - プリグロックスL（パラコート 5%、ジクワット 7%。販売中。農水省登録番号16397）
  - マイゼット（内容はプリグロックスLと同じ。2003年にプリグロックスLと名称統一し、販売終了したが、農薬登録は継続中。農水省登録番号16400）